# Schistidium obtusifolium
Schistidium obtusifolium är en bladmossart som beskrevs av Robert Root Ireland och H. Crum 1984 [1985. Schistidium obtusifolium ingår i släktet blommossor, och familjen Grimmiaceae. Inga underarter finns listade i Catalogue of Life.